# Saropogon specularis
Saropogon specularis là một loài ruồi trong họ Asilidae. Saropogon specularis được Bezzi miêu tả năm 1916. Loài này phân bố ở miền Ấn Độ - Mã Lai.